# Наґано Юдай
Юдай Наґано (15 жовтня 1998 , Префектура Ібаракі ) — японський фехтувальник на рапірах, олімпійський чемпіон 2024 року.

## Виступи на Олімпіадах
| Олімпіада  | Дисципліна      | Місце |
| ---------- | --------------- | ----- |
| Токіо 2020 | командна рапіра | 4     |
| Париж 2024 | командна рапіра | 1     |